# بیل ایگلز
بیل ایگلز (انگلیسی: Bill Eagles) کارگردان فیلم، کارگردان تلویزیونی اهل بریتانیا است. وی از سال ۱۹۹۳ میلادی تاکنون مشغول فعالیت بوده‌است.
از فیلم‌ها یا مجموعه‌های تلویزیونی که وی در آن‌ها نقش داشته‌است، می‌توان به پنی‌ورث، فرینج، نابودگر: ماجراهای سارا کانر، ناوبر فضایی گالاکتیکا، پرونده سرد، سی‌اس‌آی، گاتهام، دراکولا و موجودات زیبا اشاره نمود.